# サクラメント山脈
サクラメント山脈（サクラメントさんみゃく、英: Sacramento Mountains）は、アメリカ合衆国ニューメキシコ州中南部、オテロ郡アラモゴードのちょうど東にある山脈である。ごく一部が、リンカーン郡とチャベス郡にまたがっている。サクラメント山脈は南北に136 km（85 mi）、東西に68 km（42 mi）に広がる。

## 解説

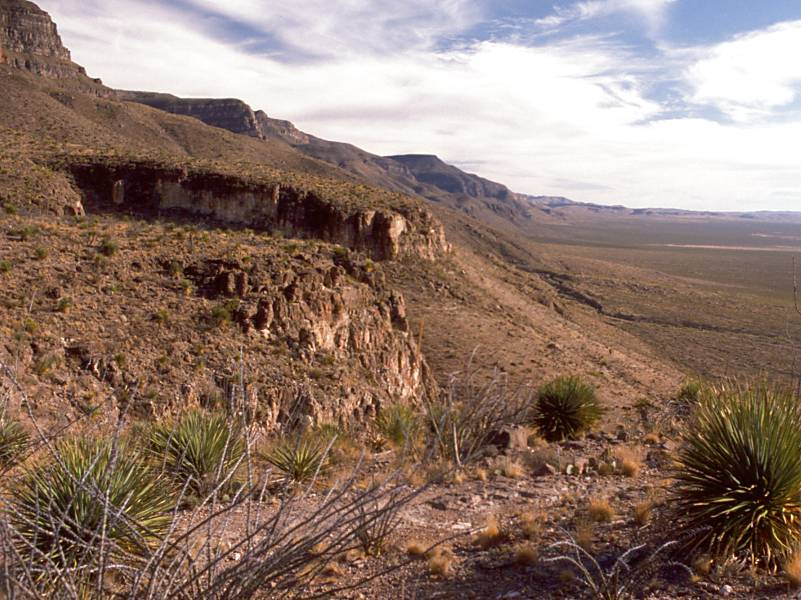
南方のドッグ・キャニオンから望むサクラメント山脈の西の急斜面

サクラメント山脈は、面積の大部分と標高2,286m（7,500 ft）を上回る地形の全てを含む主要北部と、グアダループ山脈に隣接するより小さな南東部の2つの部分に分けることができる。近隣の山脈と地形には、サクラメント山脈の主要北部のすぐ西にトゥラロサ盆地、北西及び北東にそれぞれシエラ・ブランカ及びキャピタン山脈、東にボーダー・ヒルズと幅広いペーコス渓谷の西端、南東にグアダループ山脈、そして主要北部の南、南東部の南西にあるオテロ・メサがある。リオ・トゥラロサとリオ・ルイドソ、そして、国道70号線は、サクラメント山脈をシエラ・ブランカとキャピタン山脈から切り離している。
サクラメント山脈の主要北部の西端は高峰の要因となっている一連の劇的な崖を形作り、山脈の最高峰である標高2,940 m（9,645 ft）のキャセイ峰を含む。この峰から、山脈は幅広く、東に向かって緩やかに下り、アルテシアの西方で徐々に平野に合流する。また、ほぼ完全に石灰岩から成り立つ断層地塊である。山脈から洗われる石膏の層は、ホワイトサンズ国定記念物で砂丘を作る石膏の砂の主な源である。サクラメント山脈は、リオ・グランデ川の裂谷に集中する断層群で最東端の部分をなす。サクラメント山脈の岩層は、もともとトゥラロサ盆地の向こう側にあるサン・アンドレス山脈の岩層とつながっていたが、盆地が下方断層を起こしたために切り離された。サクラメント山脈とは異なり、近隣のシエラ・ブランカは、噴出火成岩の複合体である。
山脈の北部はメスカレロ族アパッチのインディアン居留地に含まれるが、サクラメント山脈の主要北部のほとんどはリンカーン国有林である。アパッチの存在の証拠は15世紀にさかのぼる。山脈には人気のリゾートであるクラウドクロフトの町があり、レクリエーションで人気があるルイドソの町もその北端にある。また、キャセイ峰のちょうど南西、サクラメント峰の西峰の中腹に国立太陽観測所がある。公式に命名された原始林はないが、リンカーン国有林内にある山脈の一部には多数のハイキングコースがある。